# 艾維奇體育館
59°17′36.80″N 18°04′59.65″E / 59.2935556°N 18.0832361°E
艾維奇體育館（瑞典語：Avicii Arena），曾名為斯德哥爾摩球形體育館和愛立信球形體育館，是位於瑞典斯德哥爾摩的體育馆，屬於斯德哥爾摩球形都市的成員。

## 歷史
球形體育館歷時兩年半建成，是目前世界上最大的半球形建築物。其外形像一個大高爾夫球，直徑為110米，內部高度為85米，體積為60萬平方米。它可容納16000名觀眾觀看表演和演唱會，或13850名觀眾觀看冰上曲棍球。在世界最大的太陽系模型-瑞典太陽系模型中，球形體育場代表太陽的位置。
2009年2月2日，手提電話公司愛立信取得體育館冠名權，體育館易名為愛立信球形體育館。
2021年，为纪念著名DJ艾维奇，体育场被正式改名为艾维奇体育馆。

### 施工期間的圖片

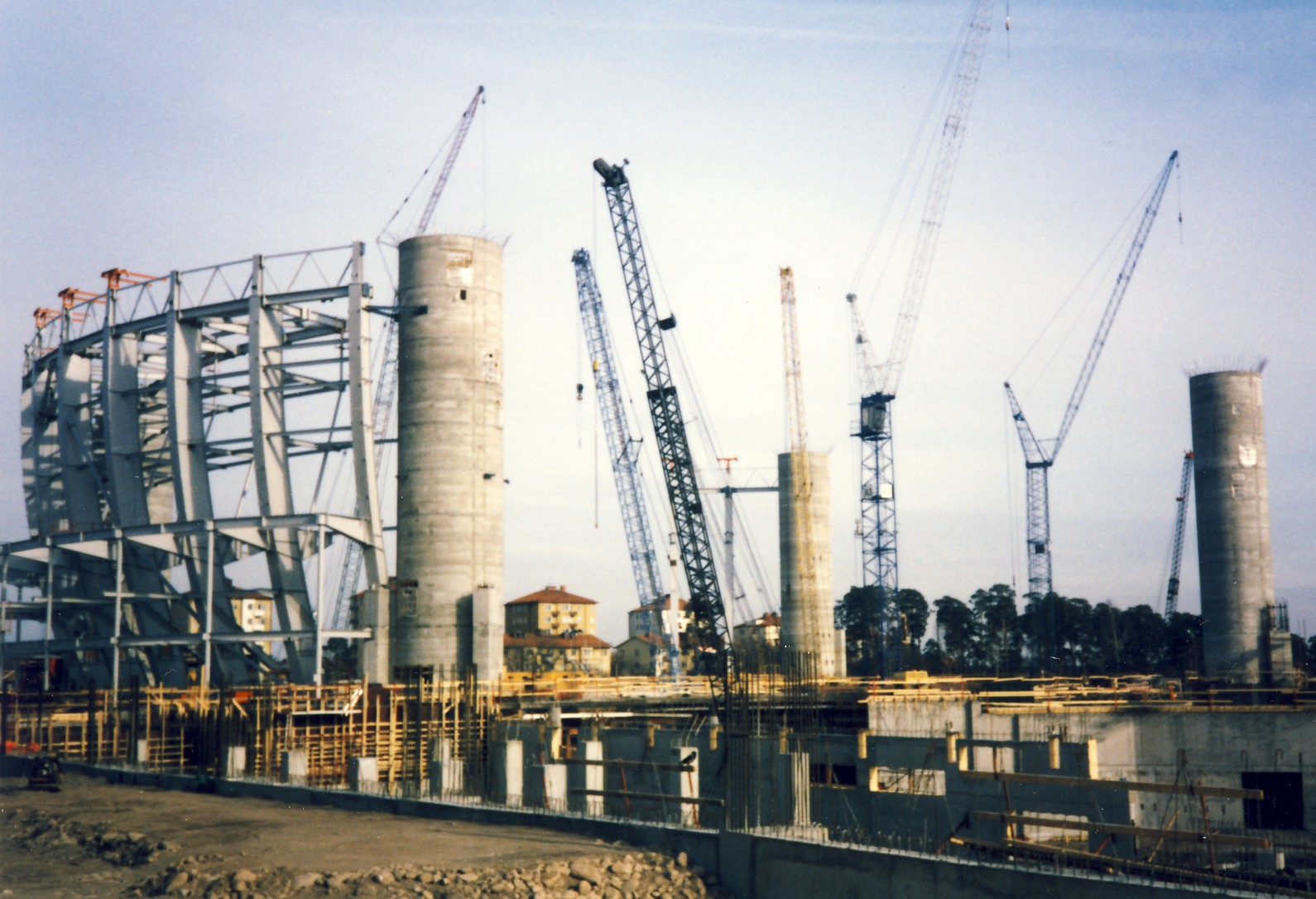
1987年4月
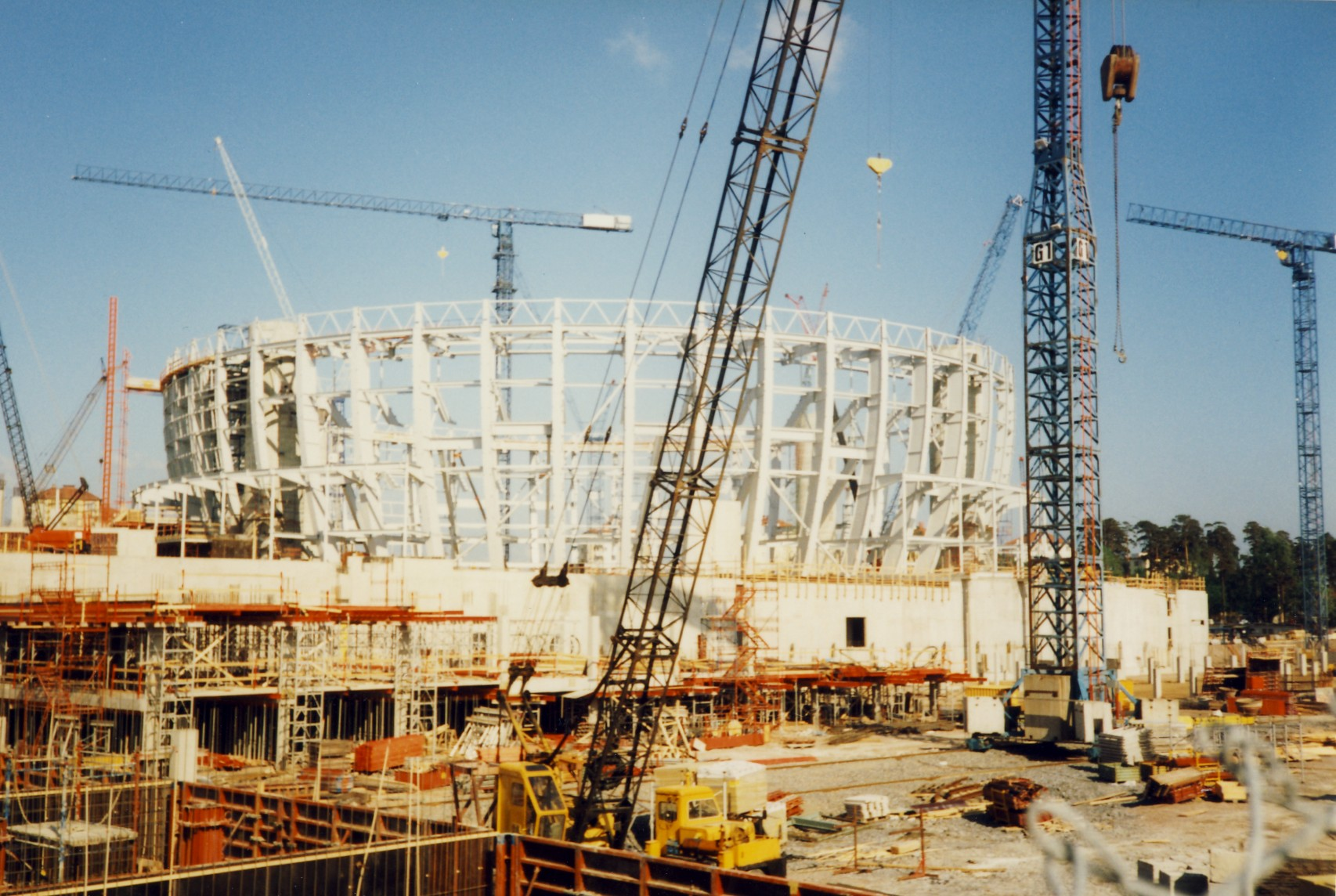
1987年6月
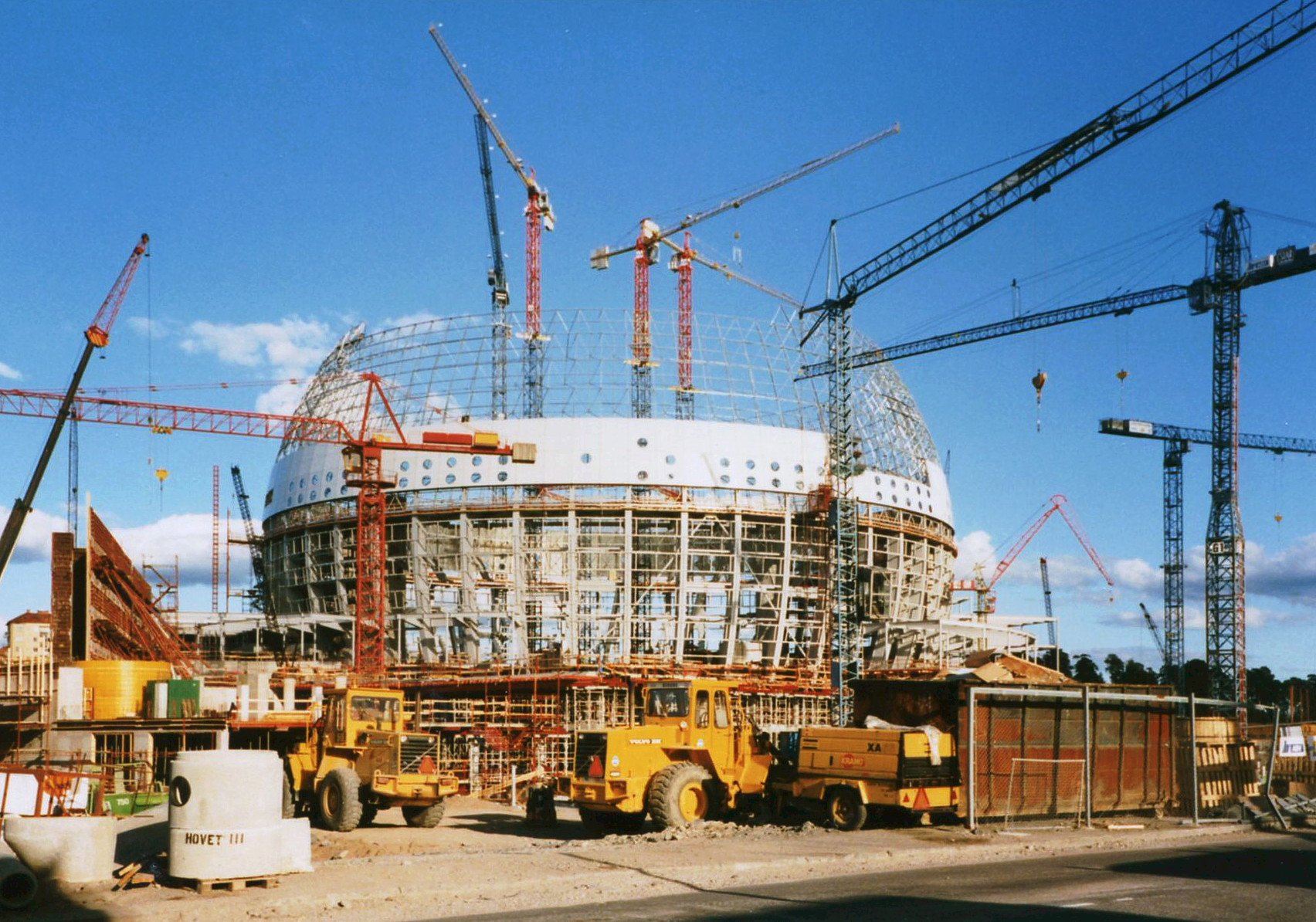
1987年9月
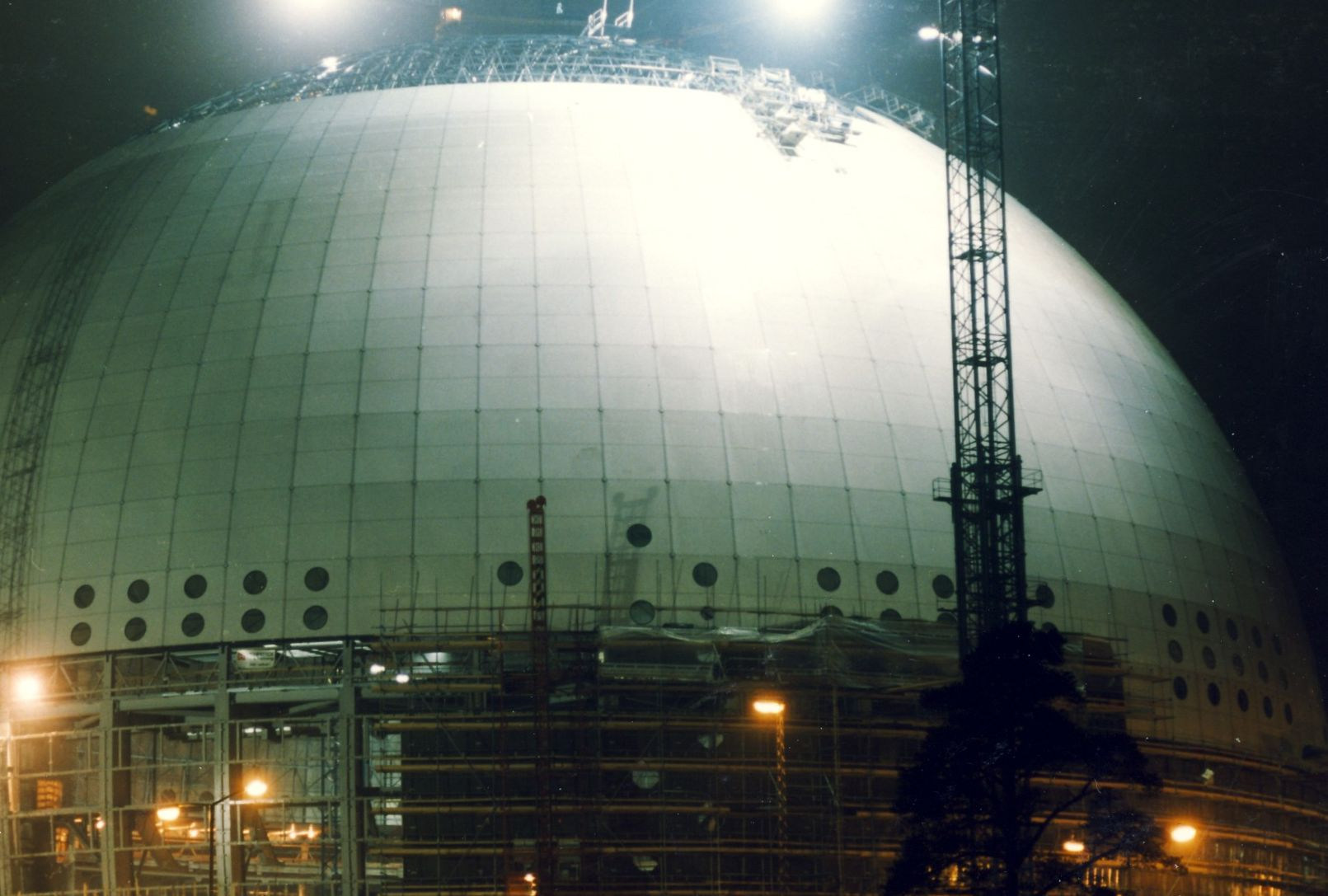
1987年11月

## 用途
體育馆主要用作冰球活動。和都曾經以球形體育場作主場，雖然它們已經遷出，但有時仍會在這裏作賽。球形體育馆是為了舉辦1989年冰上曲棍球世界錦標賽而建的，但也舉辦過足球、籃球、排球比賽。
教宗若望保祿二世曾於1989年於此地舉行彌撒，是首位在瑞典主持彌撒的教宗。此外，也有一些名人曾來到此地，如第十四世達賴喇嘛·丹增嘉措和納爾遜·曼德拉。於此場館舉行過演唱會的歌手多不勝數。MTV歐洲音樂大獎、2000年及2016年歐洲歌唱大賽於此地舉行。
近年在此舉辦的大形活動有：地板鉤球男子世界錦標賽和2007年瑞典流行偶像總決賽。1989年、2002年及之後每年的瑞典旋律节音樂比賽的決賽都在此地舉行。

## Skyview
2010年2月5日，體育館外圍的纜車啟用，稱為。

## 圖庫

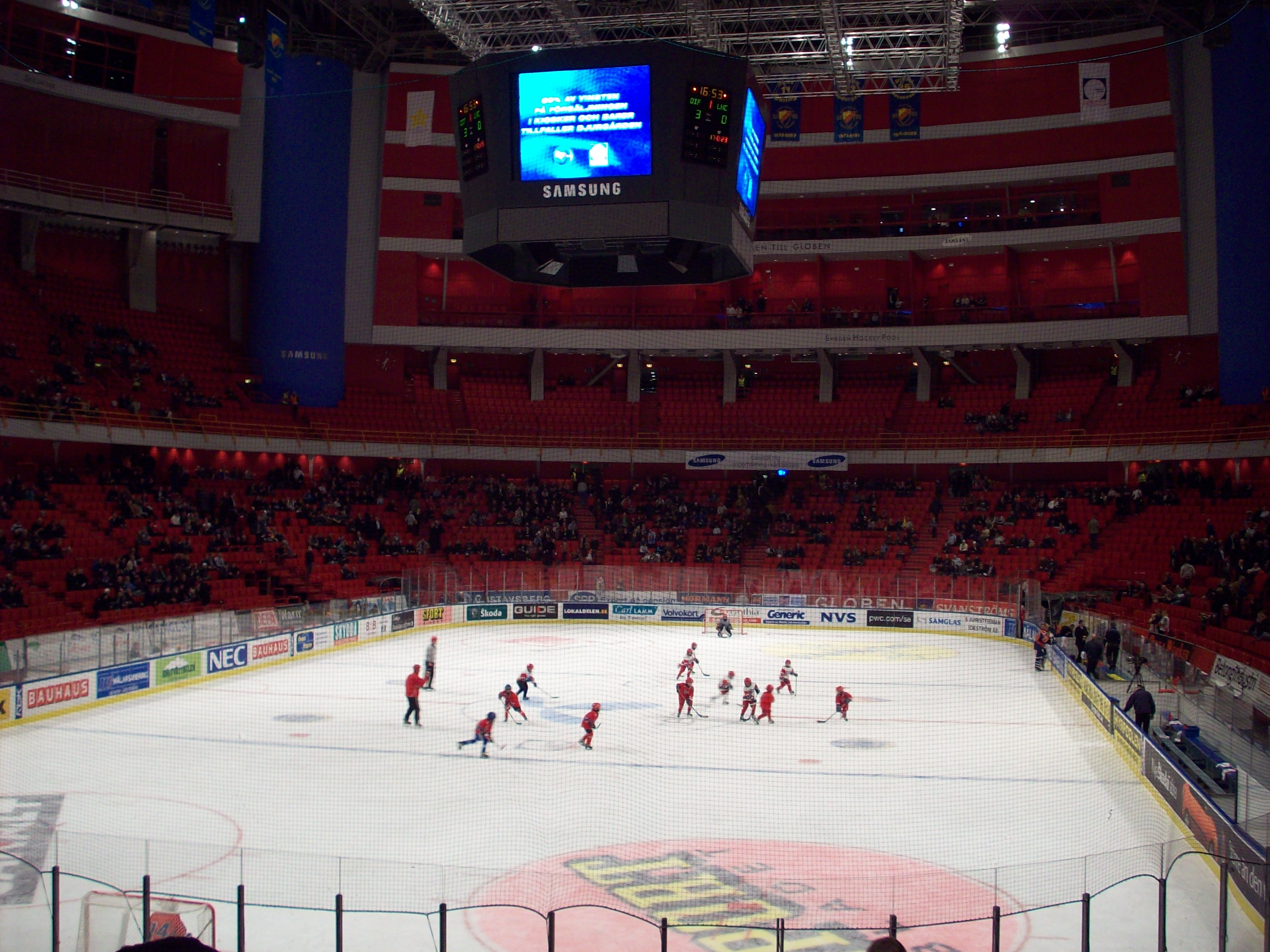
在體育館內舉行的冰球比賽
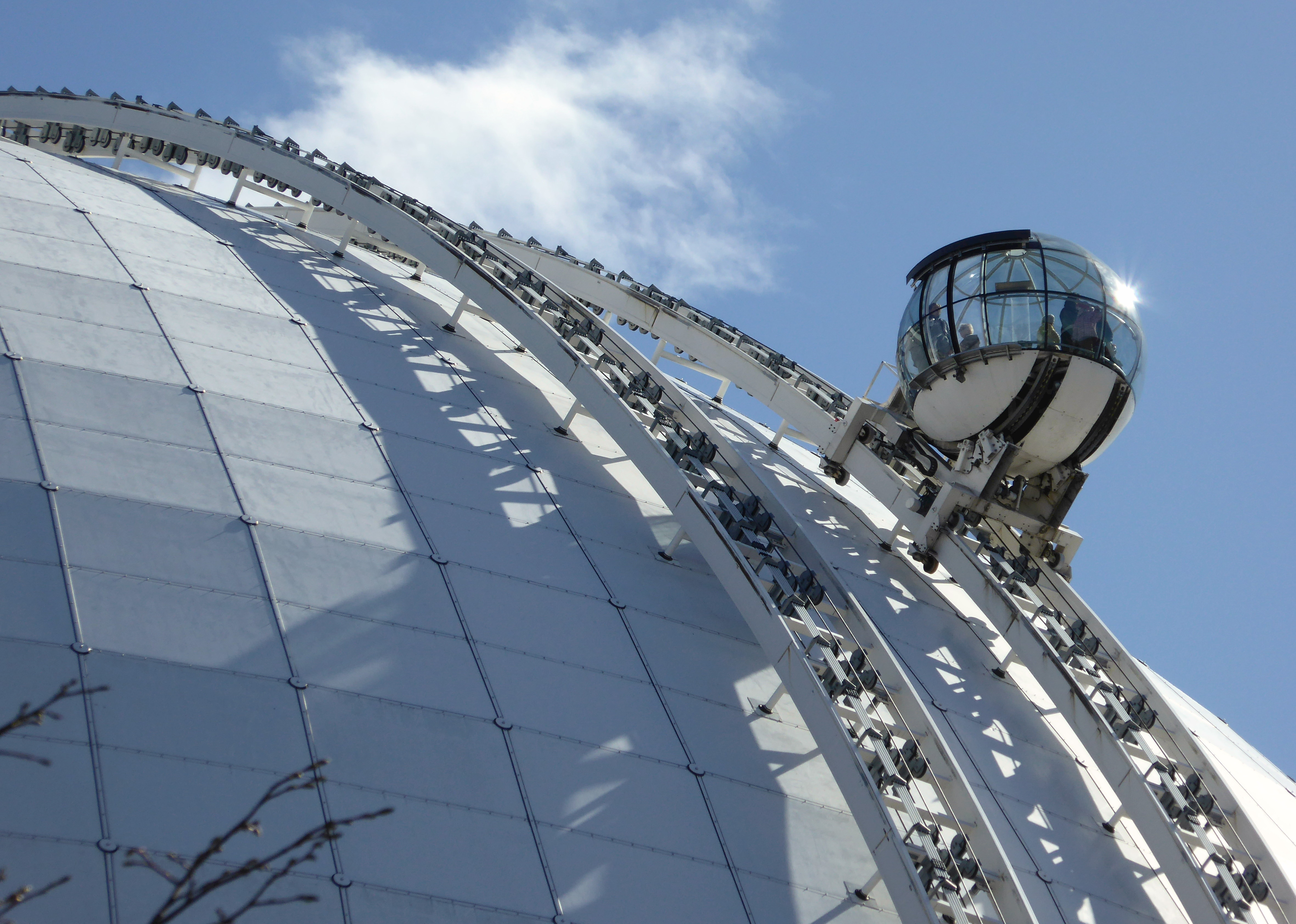
體育館外圍的纜車
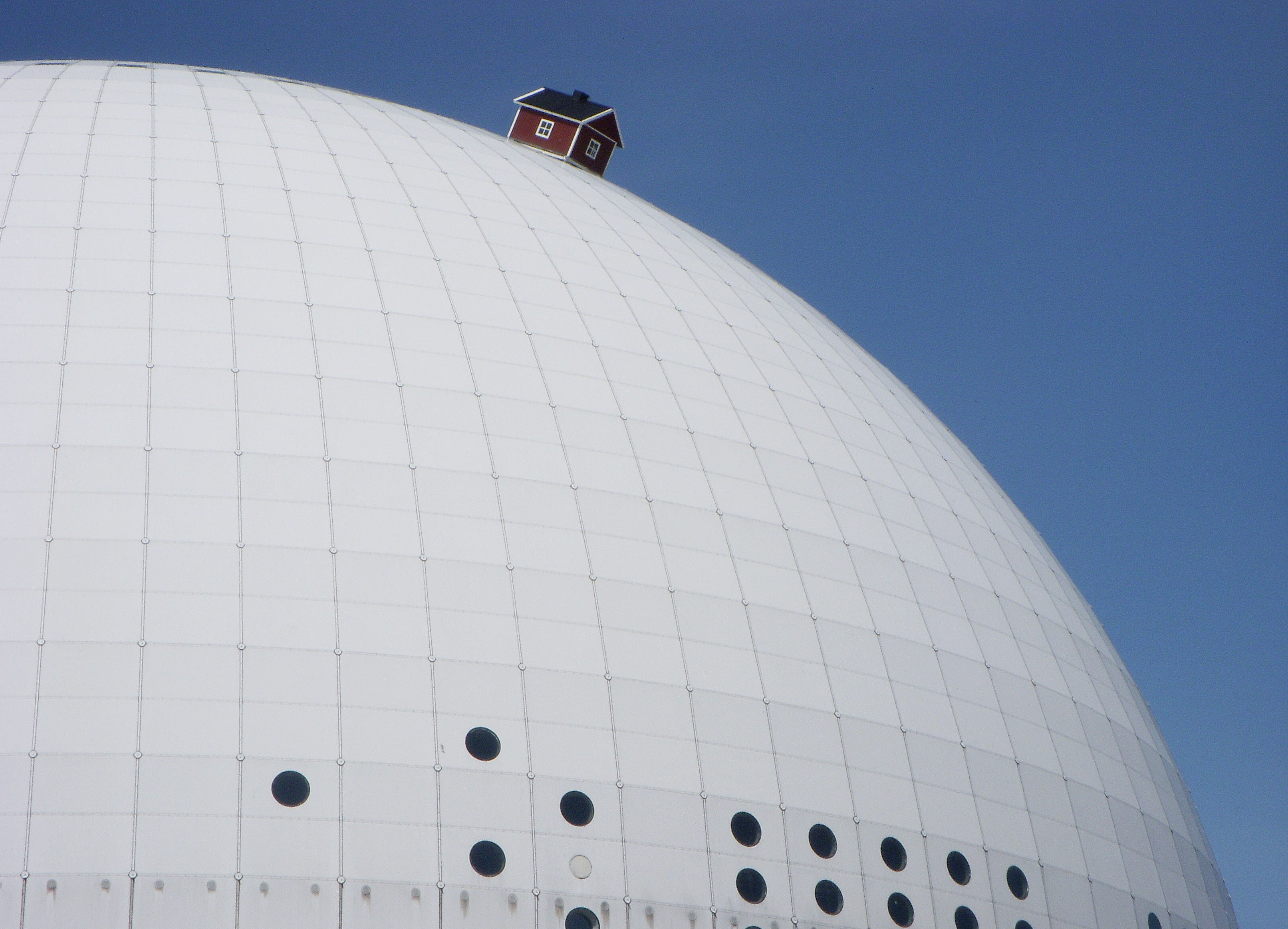
2009年，放置在體育館上的小房子藝術品
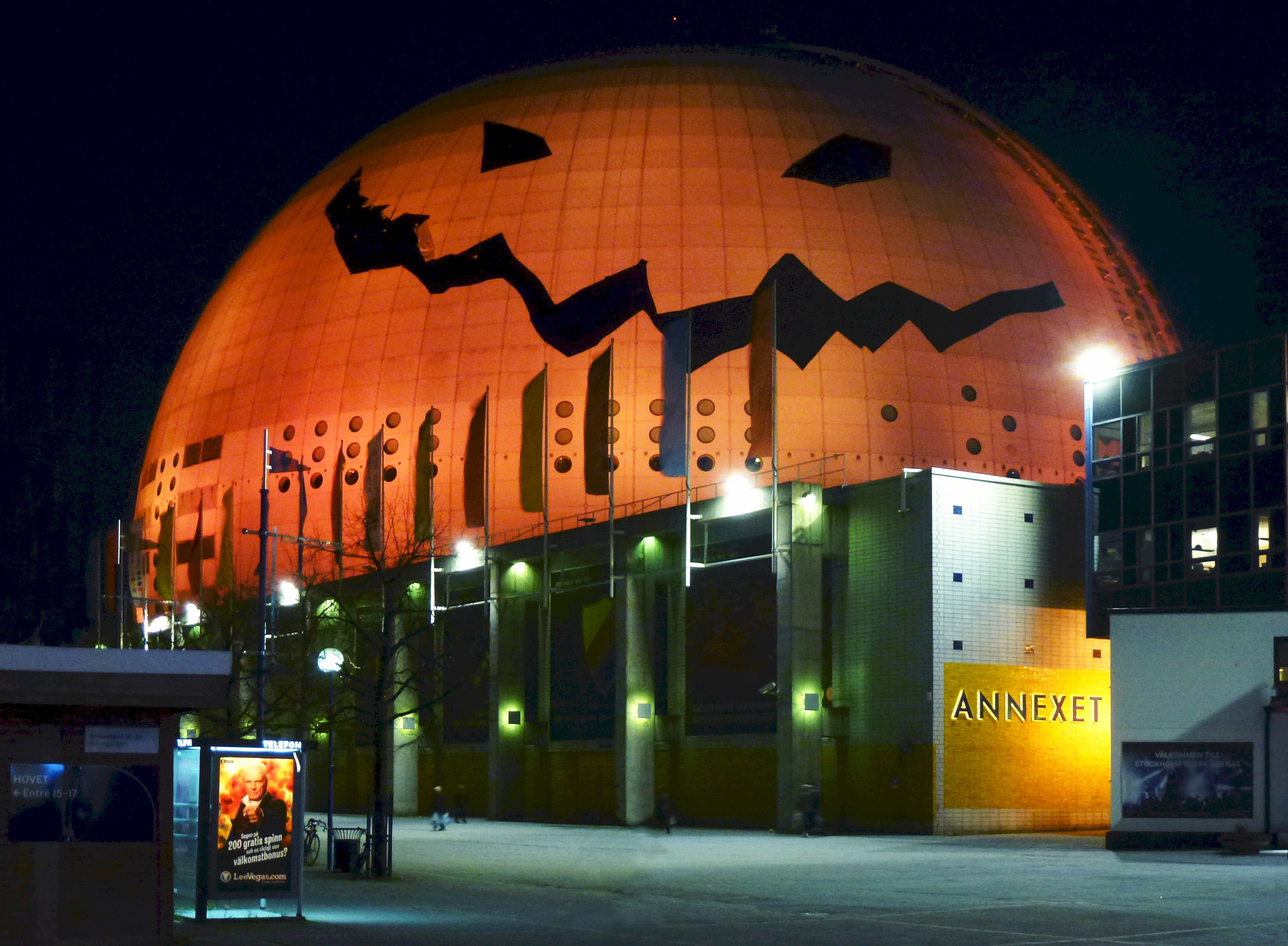
2014年10月，體育館裝飾成傑克南瓜燈

## 外部連結
- 球形体育馆 （页面存档备份，存于）──官方網頁
- 球形城 （页面存档备份，存于）
- 冰球體育場的網上資料